# تراگوت سندمیر
تراگوت سندمیر (آلمانی: Traugott Sandmeyer؛ زاده ۱۵ سپتامبر ۱۸۵۴ درگذشته ۹ آوریل ۱۹۲۲) یک شیمی‌دان اهل سوئیس بود.